# أرون روس
أرون روس (بالإنجليزية: Aaron Ross) (و. 1982  م) هو كاتب سيناريو، ولاعب كرة قدم أمريكية، من الولايات المتحدة، ولد في سان أنطونيو، يلعب كظهير خلفي ‏.

## التعليم
تعلم في Tyler High School ‏.

## روابط خارجية
- أرون روس على موقع إي إس بي إن.كوم (أن.أف.أل)3
- أرون روس على موقع مرجع كرة القدم المحترفة.كوم (الإنجليزية)